# Mariano Melgarejo
Pour les articles homonymes, voir Melgarejo.
 (juillet 2009).
Si vous disposez d'ouvrages ou d'articles de référence ou si vous connaissez des sites web de qualité traitant du thème abordé ici, merci de compléter l'article en donnant les références utiles à sa vérifiabilité et en les liant à la section « Notes et références ».
Manuel Mariano Melgarejo Valencia, dit Mariano Melgarejo (13 avril 1820, Tarata — 23 novembre 1871, Lima) est un militaire et homme d'État bolivien. Il fut, comme président et dictateur, à la tête de la Bolivie du 28 décembre 1864 au 15 janvier 1871.

## Biographie
Militaire de carrière, d'origine indigène presque pure, venant  du département de Cochabamba, Mariano Melgarejo monte progressivement dans la hiérarchie des forces armées, aidé par sa propension à la délation, sa participation aux rébellions et quelques coups d'éclat personnels. Il participe à la rébellion de l'armée contre le dictateur Manuel Belzu, en 1854 ; il est jugé pour trahison, puis gracié après avoir supplié et accusé l'alcool d'être à l'origine de sa participation à ce coup d'État manqué. Alors général, Melgarejo soutient dans un premier temps le dictateur José María Linares (1857—1861), puis le combat aux côtés du général José María Achá, qui devient président en 1861. En décembre 1864, il se retourne contre José Achá et vainc ses forces ainsi que celles de l'ancien président Belzu, qui tente également de reprendre le pouvoir. Il se proclame alors président de Bolivie.
Il assassine alors — bien que certains affirment qu'il le fit personnellement de nombreux témoignages indiquent que son arme s'étant enrayée, ce fut un des militaires qui l'accompagnaient qui acheva sa victime — Manuel Belzu, qui contrôlait encore une partie du pays et de l'armée. La légende veut qu'il ait brandi son corps devant la foule de partisans de Belzu réunie devant le palais du gouvernement. Il leur aurait alors dit : « Belzu est mort. Qui vit, maintenant ? », ce à quoi la foule aurait répondu : « Longue vie à Melgarejo ! ».
Dès son arrivée au pouvoir, Melgarejo écrase l'opposition et s'attaque aux droits traditionnels des indigènes, les chassant de leurs terres. Son sextennat est marqué par son incompétence, la répression féroce et les dons de terres et de concessions au Chili. Il est l'archétype même du dictateur, qui ne gouverne que par la terreur, la force de sa personnalité et son machisme[réf. nécessaire].
Le comportement de Melgarejo galvanise l'opposition, et l'oblige à s'unir pour le renverser. C'est finalement le 15 janvier 1871 que le commandeur des armées, le général Agustín Morales, lui succède. Melgarejo fuit alors à Lima, au Pérou, où il est assassiné en décembre 1871 par le frère de son amante.
La présidence de Mariano Melgarejo a suscité de nombreuses légendes et histoires, même plus de 135 ans après sa mort. On raconte qu'un ministre brésilien aurait offert à Melgarejo un cheval blanc et d'autres cadeaux, et que, pour le remercier, Melgarejo aurait pris une carte de Bolivie, tracé la forme du sabot du cheval et donné ces terres — où résidaient des populations indigènes — au Brésil. Pour autant, bien que l'histoire semble avérée, le transfert de territoires promis n'eut jamais lieu. Il a également saisi et vendu les terres qui étaient encore propriété des communautés indigènes favorisant la formation de grands latifundos sur l'altiplano (haut plateau).
Enfin, lorsque l'Allemagne envahit la France en 1870, il lui déclara la guerre, ordonnant à un de ses généraux d'envoyer son armée pour défendre Paris, une ville qui le fascinait par son élégance et son raffinement, bien qu'il n'eût pas su où elle se trouvait. Il fit réunir 3 000 hommes, et la légende veut que quand ses généraux lui ont demandé comment il comptait les envoyer à Paris, il répondit : « No sea tonto! ¡Tomaremos un atajo! » (« Ne soyez pas stupides ! Nous prendrons le chemin le plus court ! »). L'ardent francophile et admirateur de Napoléon 1er qu'était Melgarejo dût néanmoins renoncer après avoir entraîné son armée jusqu'à l'altiplano, réalisant l'absence de frontière commune avec la Prusse et ses alliés.

## Galerie

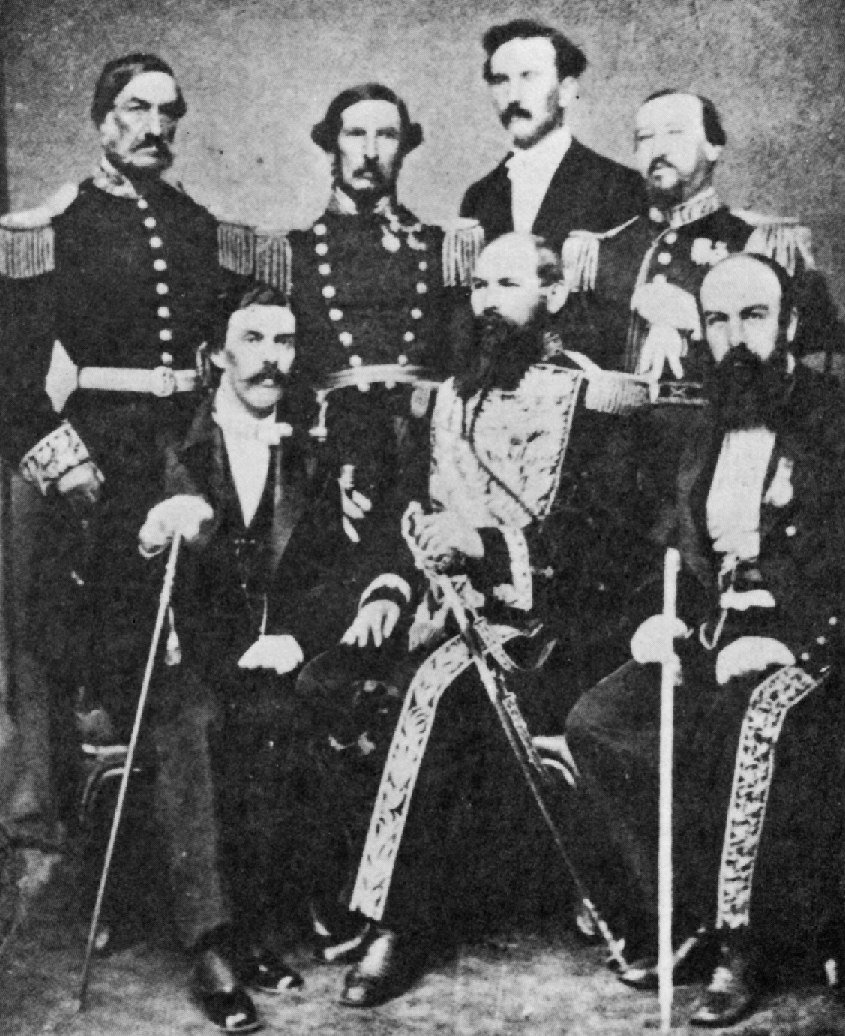
Mariano Melgarejo au centre (1866).
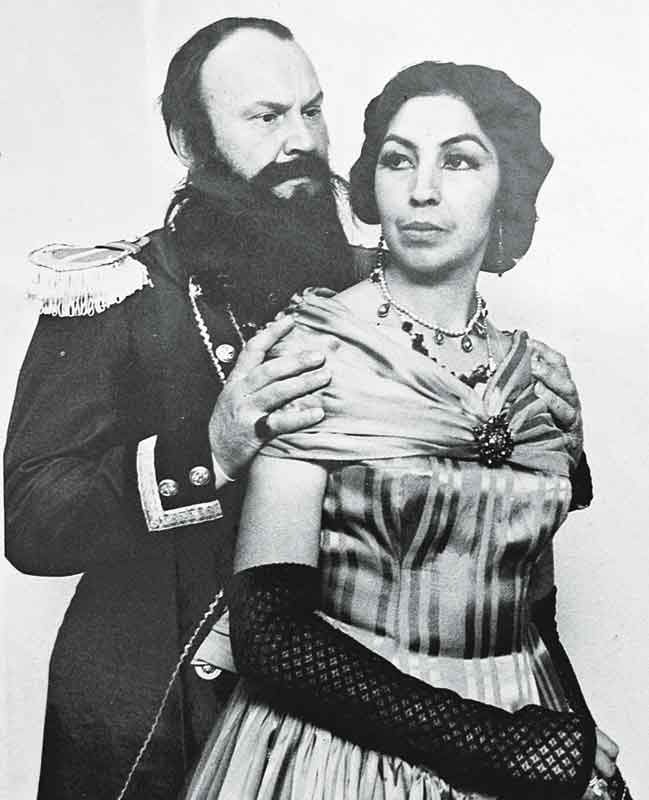
Avec sa femme Juana Sánchez (circa 1870).
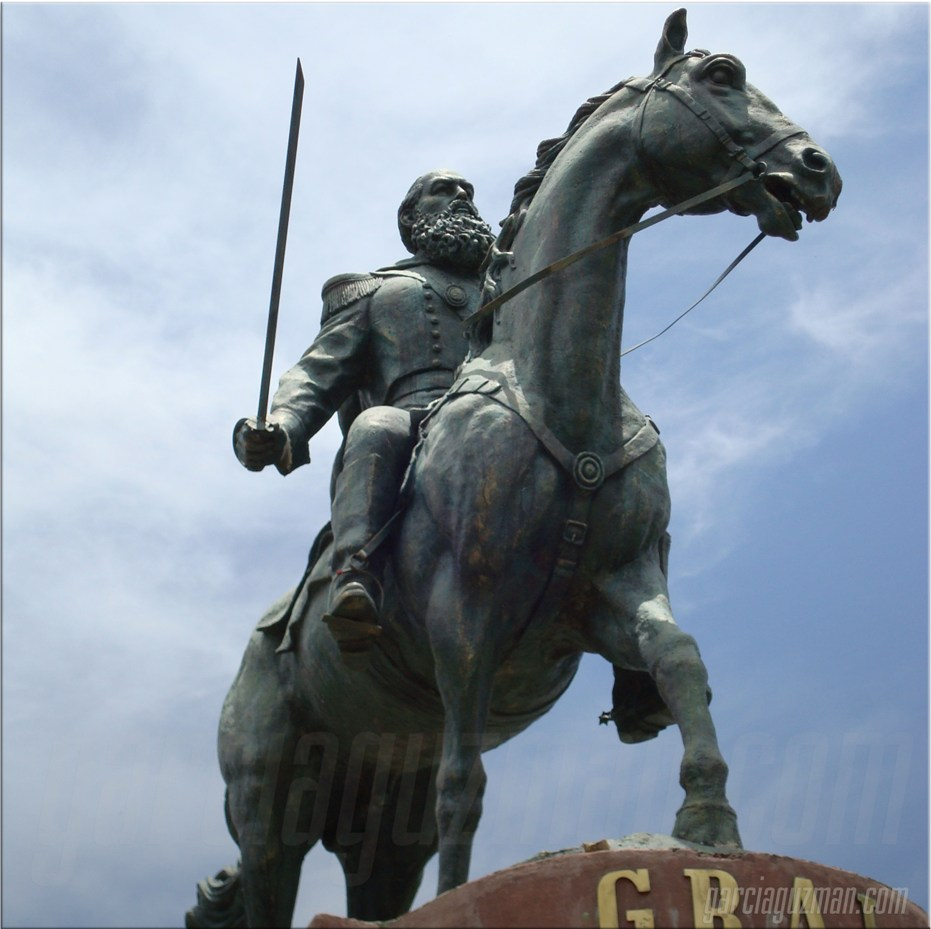
Monument équestre en hommage à Melgarejo.
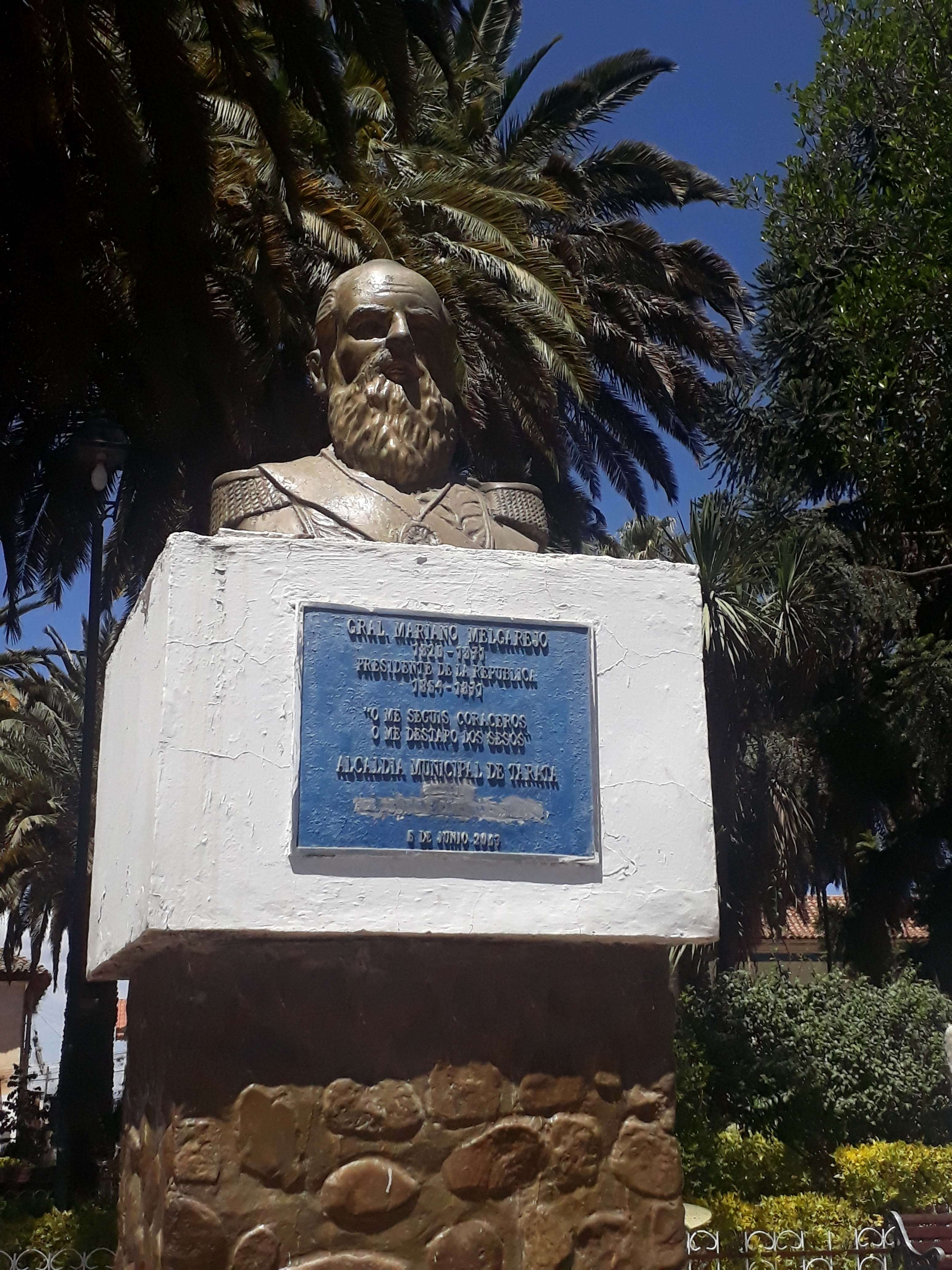
Buste de Melgarejo dans la province de Tarata.

## Source
- (en) Cet article est partiellement ou en totalité issu de l’article de Wikipédia en anglais intitulé « Mariano Melgarejo » (voir la liste des auteurs).
- Carlos Mesa Gisbert, Historia de Bolivia, 2012  (ISBN 978-99974-878-2-7).